# جامعة بوكوفينسكي
جامعة بوكوفينسكي مؤسسة تعليم عالي أوكرانية، (بالأوكرانية: Буковинський університет) هي جامعة تقع في تشيرنيفتسي أوبلاست، أوكرانيا. تأسست هذه الجامعة في سنة 1995